# Red Riverveldtocht
De Red Riverveldtocht vond plaats tussen 10 maart en 22 mei 1864 langs de Red River in Louisiana tijdens de Amerikaanse Burgeroorlog. 30.000 Noordelijke soldaten onder leiding van generaal-majoor Nathaniel P. Banks vielen de Zuidelijke legers aan in Louisiana. Naargelang het moment bestond het Zuidelijke leger uit 6.000 tot 15.000 soldaten en stond onder de leiding van luitenant-generaal Richard Taylor.
Het aanvalsplan was uitgewerkt door de Noordelijke opperbevelhebber Henry W. Halleck in samenspraak met luitenant-generaal Ulysses S. Grant. Het hoofddoel was de Zuidelijke legers te omsingelen en te vernietigen. Enerzijds zou Nathaniel P. Banks Army of the Gulf Mobile, Alabama innemen om dan met de legers van Grant de vijand in de tang te nemen. Het offensief zou een jammerlijke mislukking worden door slechte planning en management. Geen enkel van de vooropgestelde doelen werd behaald. Taylor verdedigde met succes de vallei van de Red River tegen een numeriek sterkere vijand. Het Zuidelijke succes kon niet volledig uitgebuit worden. Na de nederlagen van Banks bij Mansfield en Pleasant Hill werd de helft van Taylors leger naar het noorden, richting Arkansas, gestuurd in plaats van naar het zuiden om de Noordelijken te achtervolgen. Dit zou later voor veel animositeit zorgen tussen Taylor en zijn bevelhebber generaal Edmund Kirby Smith.

## Noordelijke doelstellingen
Het Noordelijke leger had drie doelstellingen bij het begin van de veldtocht:
- Het Zuidelijke leger onder leiding van Taylor vernietigen.
- Shreveport, Louisiana innemen met het hoofdkwartier van het Trans-Mississippi Department, controle verkrijgen over de Red River ten noorden van de stad en oostelijke Texas bezetten.
- Het in beslag nemen van zo veel als 100.000 katoenbalen van de plantages langs de rivier.

De Noordelijke strategen gingen ervan uit dat de controle over het oosten van Texas en over de Red River de rest van Texas zou isoleren van het Zuiden. Texas was een transitzone voor wapens, eten en andere voorraden voor het Zuidelijke leger.

## Het aanvalsplan
In januari 1864 was het aanvalsplan van Halleck klaar. Generaal-majoor Nathaniel P. Banks zou met 20.000 soldaten vanuit New Orleans naar Alexandria, Louisiana oprukken via de Bayou Teche. Daar zou hij aansluiting moeten zoeken met de 15.000 soldaten van generaal-majoor William T. Sherman die vanuit Vicksburg oprukten. Deze strijdmacht stond onder leiding van Andrew Jackson Smith. Smiths eenheden waren beschikbaar tot eind april. Daarna waren ze gereserveerd om bij andere militaire operaties ingezet te worden. Banks kreeg de algemene leiding over de operatie. Tijdens de opmars langs de Red River werd de landmacht bijgestaan door de Noordelijke marine onder leiding van vice-admiraal David Dixon Porter met een flottielje kanonneerboten. Ondertussen zou de 7.000 man sterke eenheid van generaal-majoor Frederick Steele vanuit Arkansas oprukken om samen met Banks Shreveport te veroveren. Steeles troepen zouden dan dienen als garnizoen voor de havenstad.
Het plan zou uitgevoerd worden begin maart 1864, nadat Banks Sherman en Porter geïnformeerd had over hun rol in het plan. Banks stuurde, Sherman, Halleck en Porter ook een verslag geschreven door majoor David Houston waarin stond dat het vrijwel onmogelijk was om Shreveport bezet te houden zonder continue aanvoer van voorraden. Om de derde doelstelling ten uitvoer te brengen, nam Banks enkele katoenhandelaren mee. Porter zou zorgen voor de nodige transportschepen om het katoen af te voeren.
De Zuidelijke generale staf kon niet genoeg inlichtingen verzamelen om te achterhalen of de Noordelijken de kust of de Red River als doel hadden. Desondanks stuurde generaal Edmund Kirby Smith, bevelhebber van de Trans-Mississippi Departement, troepen naar Shreveport.

## Samenstelling van de legers
De Noordelijke strijdkrachten bestonden uit de volgende onderdelen::
- Eenheden van het Departement of the Gulf onder leiding van generaal-majoor Nathaniel P. Banks bestaande uit twee infanteriedivisies van het 13th korps, twee infanteriedivisies van het 19th Corps, een cavaleriedivisie en een brigade van “gekleurde” troepen of ongeveer 20.000 soldaten.
- Army of the Tennessee onder leiding van Andrew Jackson Smith of ongeveer 10.000 soldaten.
- US Navy, Mississippi Flottielje onder leiding van vice-admiraal David Dixon Porter bestaande uit 10 “ironclads”, 3 “monitors”, 11 “tinclads”, 1 “timberclad”, 1 ram en verschillende ondersteunende vaartuigen.[2]
- Eenheden onder leiding van generaal-majoor Frederik Steele of ongeveer 7.000 soldaten.

De Zuidelijke strijdkrachten bestonden uit eenheden van het Trans-Mississippi Department onder leiding van generaal Edmund Kirby Smith.
- District van West Louisiana onder leiding van Richard Taylor bestaande uit twee infanteriedivisies, twee cavaleriebrigades en een garnizoen in Shreveport of ongeveer 10.000 soldaten.
- District van Arkansas onder leiding van Sterling Price bestaande uit drie infanteriedivisies en een cavaleriedivisie. Bij het begin van de Noordelijke aanval kreeg Price het bevel van Smith om twee van zijn infanteriedivisies naar Louisiana te sturen.
- District van het Indian Territory (Oklahoma) onder leiding van Samuel Maxey bestaande uit drie cavaleriebrigades of 4.000 soldaten.
- District van Texas onder leiding van John Magruder met voornamelijk cavalerie of ongeveer 15.000 soldaten. Bij het begin van de veldtocht beval Smith Magruder om zo veel mogelijk soldaten te sturen.
- De Zuidelijke marine met als basis Shreveport bestaande uit de CSS Missouri en de CSS Web en enkele duikboten.[4]

## De veldslagen
Franklin vertrok op 10 maart vanuit zuidelijk Louisiana. Ondertussen reisden Smith en zijn twee korpsen per boot vanuit Vicksburg naar Simesport, Louisiana. Na een nachtelijke mars vielen Smiths soldaten Fort De Russy aan en namen het ook in. Naast het fort werden 317 Zuidelijken gevangengenomen en de zware artillerie. Dit luidde het begin van de veldtocht in. Vice-admiraal Porter verwijderde met succes een groot drijvend vlot die de rivier blokkeerde. Taylor was gedwongen om zich terug te trekken. Alexandria, Louisiana werd geëvacueerd samen met het grootste deel van zuidelijke en centraal Louisiana.
Op 20 maart 1864 arriveerde A.J. Smith in Alexandria waar hij aansluiting zou vinden bij Banks eenheden. Franklin, die het bevel over beide strijdmachten op zich zou nemen, arriveerde pas op 25 maart in Alexandria. Banks zou de volgende dag aankomen. Terwijl Smith op Banks wachtte, stuurde hij brigadegeneraal Joseph Mower eropuit om het merendeel van Taylors cavalerie bij Henderson’s Hill gevangen te nemen. Dit gebeurde op 21 maart.
Toen Banks eindelijk in Alexandria arriveerde lag er een belangrijk bericht op hem te wachten. Op 12 maart 1864 was Halleck vervangen door generaal-majoor Ulysses S. Grant die nu opperbevelhebber was van de Noordelijke legers. In Grants boodschap stond te lezen dat de inname van Shreveport zo snel mogelijk moest uitgevoerd worden omdat A.J. Smiths eenheden tegen het midden van april opnieuw bij Sherman moesten zijn.
Kirby Smith had bijna 80.000 soldaten tot zijn beschikking maar kon niet beslissen waar hij zijn troepen zou inzetten. Drie verschillende Noordelijke colonnes rukten op naar Shreveport. Taylor zou nooit meer dan 18.500 soldaten hebben om zich te verdedigen tegen de Noordelijke legers.
Op 31 maart bereikten Banks’ soldaten Natchitoches op ongeveer 100 km ten zuiden van Shreveport. Franklins soldaten hadden meer dan een week vertraging opgelopen door het slechte weer. Ook Porter had vertraging opgelopen toen hij zijn zware kanonneerboten langs de watervallen van Alexandria probeerde te krijgen. Taylor nam stellingen in op ongeveer 40 km ten noordwesten van Pleasant Hill. Banks bleef een week in Natchitoches om voorraden in te slaan.
Sinds 21 maart vonden er voortdurend schermutselingen tussen cavalerie en tussen marineschepen. Op 2 april botste brigadegeneraal Albert Lees divisie van Noordelijke cavalerie op 1.500 pas aangekomen Zuidelijke cavaleristen. Deze laatsten zouden de Noordelijke opmars regelmatig vertragen. Ondertussen hadden de Noordelijken inlichtingen ontvangen over nieuwe Zuidelijke eenheden. Uitgezonderd Porter dacht geen enkele Noordelijke bevelhebber dat dit problemen met zich mee zou brengen. Banks leger volgde Taylor en zijn cavalerie doorheen een dicht naaldbomenwoud recht naar de Zuidelijke stellingen bij Pleasant Hill. Toen de Noordelijken Pleasant Hill naderden, was hun leger over een grote afstand uitgestrekt. Banks had geen zicht op wat er in zijn achterhoede gebeurde.

### DeSlag bij Mansfield
Op 7 april vonden er bij Wilson’s Farm en Tenmile Bayou zware gevechten plaats tussen cavalerie. De volgende dag viel Lee een kleine Zuidelijke cavalerie-eenheid aan bij Moss Plantation op ongeveer 5 kilometer van Mansfield, Louisiana. De Zuidelijken werden verjaagd van Honeycutt Hill. Taylor had een infanteriedivisie opgesteld ten noorden van Honeycutt Hill. Lee vroeg om infanteriesteun. Landrams 2.400 man sterke divisie van het 13th korps kwam Lee te hulp. Ondertussen bracht Taylor een twee de infanteriedivisie naar voren. Taylor had bijna twee keer zoveel mannen opgesteld als Banks. De Noordelijke slaglinie was bovendien zwak op hun linkerflank die slechts door één cavaleriebrigade verdedigd werd.
Rond 16.00u werd het signaal tot aanval gegeven. De Zuidelijke brigadegeneraal Alfred Mouton leidde zijn infanterie over een 800 m open veld naar de Noordelijke rechterflank. Terwijl Moutons aanval afgeslagen werd door Landrams infanterie, rukte Taylor met de rest van de Zuidelijke slaglinie op tegen de Noordelijke linkerflank. De Zuidelijken passeerden de eenzame Noordelijke cavaleriebrigade en vielen de vijandelijke achterhoede aan.
Banks had extra versterkingen laten aanrukken, maar die kwamen te laat op slagveld aan. De Noordelijke slaglinie implodeerde en een groot deel van Landrams divisie werd gevangengenomen. Enkele honderden meter verder zette Camerons divisie, de versterking, een tweede linie op langs de weg. Ook deze linie brak door de grote Zuidelijke overmacht. De Noordelijke bagagetrein blokkeerde de weg waardoor ook de artillerie verloren ging. De Zuidelijken stopten echter om te plunderen waardoor enkele wagens toch nog in veiligheid gebracht werden.
Toen de Zuidelijken zich hadden gehergroepeerd voor de achtervolging botsten ze op een derde Noordelijke slaglinie onder leiding van generaal William Emory. Ze hadden stellingen ingenomen op een heuvelrug bij Chatman’s Bayou. De Zuidelijken zetten de aanval in maar werden verschillende keren teruggeslagen. Na het invallen van de duisternis besloot Banks om zijn overgebleven eenheden terug te trekken naar Pleasant Hill.
Na de slag hadden de Noordelijken 2.400 slachtoffers te betreuren, waarvan de helft van Landrams divisie. Twee de acht brigades was gevangengenomen en zijn brigadegeneraals waren gewond of gevangengenomen. De Zuidelijken verloren 1.000 soldaten waaronder brigadegeneraal Mouton.

### DeSlag bij Pleasant Hill
De volgende dag om 16.00u viel de Zuidelijke brigadegeneraal Thomas J. Churchill de Noordelijke stellingen bij Pleasant Hill aan. Churchill dacht de vijandelijke flank aan te vallen, hij kwam echter uit op het centrum van de Noordelijke slaglinie. Ook de Zuidelijke cavalerie kwam bedrogen uit en verloor veel manschappen. Churchills soldaten braken toch door het Noordelijke centrum. Smith en Mower voerden een tegenaanval uit waardoor de Zuidelijken verjaagd werden. Sommige artilleriestukken werden heroverd.
Door een tekort aan water en voedsel voor de paarden en niet wetende waar de bevoorradingsschepen van Porter waren, besloot Banks zich terug te trekken naar Natchitoches en Grand Ecore. Bij Pleasant Hill verloren beide zijden ongeveer 1.600 soldaten. Het was een tactische overwinning voor banks en een strategische overwinning voor de Zuidelijken omdat de Noordelijken inspanningen voorlopig tenietgedaan werden.

## Smith splits zijn troepen op
Ondertussen hadden Zuidelijke genie-soldaten een deel van het water afgeleid van de Red River waardoor het lage waterpeil nog verder zakte. Toen Porter hiervan hoorde en de boodschap kreeg dat Banks zich terugtrok, trok Porter zich eveneens terug. Op de terugtocht vond een kleine schermutseling plaats met de Zuidelijke cavalerie. Hun bevelhebber, Thomas Green, werd onthoofd door een kanonbal.
In Grand Ecore, een plaatsje bij Natchitoches, kreeg Banks verzegelde orders van Grant waarin stond dat hij zijn leger naar New Orleans moest overbrengen. Het waterpeil van de rivier bleef zakken waardoor de vloot van Porter ook terug geroepen werd naar New Orleans. Kirby Smith vorderde drie infanteriedivisies van Taylor om ze in Arkansas in te zetten tegen Steeles leger. Steele zou nooit Shreveport bereiken door logistieke problemen en door schermutselingen met Zuidelijke cavalerie.
Taylor had nog één infanteriedivisie en zijn cavalerie over om het op te nemen tegen Banks. Toen Banks vernam dat Taylor 5.000 soldaten ten zuiden van zijn stellingen had gekregen en dat Porter zich had teruggetrokken, evacueerde hij Grand Ecore. Tijdens de Slag bij Monett's Ferry, op 23 april, stak Banks de Cane River en kon na een aanval in de vijandelijke flank de Zuidelijke tegenstander verdrijven. De terugtocht naar Alexandria verliep voor Banks verder rustig.

## Banks verdere terugtocht
In Alexandria verslechterde de verstandhouding tussen Banks en zijn officieren nog meer. Generaal John McClernand bracht versterkingen uit Texas. McClernand kwam niet overeen met A.J. Smith en Porter. Smith volgde enkel de orders die hem pasten.
Porter slaagde er niet in om veel van zijn kanonneerboten voorbij de watervallen van Alexandria te krijgen. Kolonel Joseph Bailey (uitvinder van de Bailey’s brug) bouwde een dam om de boten voorbij de watervallen te krijgen. Verschillende boten werden in veiligheid gebracht voor de dam onbruikbaar werd. Taylor ondertussen voerden regelmatig aanvallen uit op de boten en bevoorradingsschepen om de Noordelijke terugtocht te hinderen. Hoewel Taylor had beloofd om de terugtocht tegen te houden, slaagde hij daar niet in. Hiervoor gaf hij Kirby Smith te schuld.
Op weg naar de Mississippi vond er op 16 mei een gevecht plaats bij Mansura waarbij weinig slachtoffers vielen. De laatste confrontatie van de veldtocht vond plaats op 18 mei bij Yellow Bayou. Om de brede Atchafalaya-rivier over te steken werden verschillende boten aan elkaar bevestigd. Toen Banks en zijn mannen bij de Mississippi arriveerden, werden ze opgewacht door generaal Edward Canby, de nieuwe superieur van Banks.

## Gevolgen
De Red Riverveldtocht was een compleet fiasco voor de Noordelijken. Mobile, Alabama werd pas in 1865 ingenomen, iets wat misschien al in juni 1864 een feit zou kunnen geweest zijn. Dit fiasco beëindigde de militaire loopbaan van Banks. De controverse rond de terugtrekking, de aanwezigheid van katoenhandelaren en het gebruiken van marineschepen om het katoen af te voeren deden hem uiteindelijk de das om. Porter werd een rijker man door de opbrengsten van de verkoop van het in beslag genomen katoen.
De Zuidelijken verloren twee goede bevelhebbers in de strijd, namelijk Mouton en Green. Verliezen die ze zich niet konden veroorloven. De relatie tussen Taylor en Smith stond blijvend onder druk doordat Smith troepen had weggehaald bij Taylor op een kritisch moment tijdens de veldtocht. De gemiste kans om de Noordelijke vloot te veroveren ter hoogte van de watervallen bij Alexandria zou Taylor tot zijn dood achtervolgen.

## Aanbevolen lectuur
- Ayres, Thomas (2001). Dark and Bloody Ground: The Battle of Mansfield and the Forgotten Civil War in Louisiana. Cooper Square Press Press. ISBN 0878331808.
- Bounds, Steve, and Milbourn, Curtis, "The Battle of Pleasant Hill," North & South - The Official Magazine of the Civil War Society,vol. 8. no. 6, Nov. 2005, pp. 70–88.
- Milbourn, Curtis, and Bounds, Steve, "The Battle of Mansfield," North & South - The Official Magazine of the Civil War Society, vol 6, no. 2, Feb. 2003, pp. 26–40.
- Plum, William Rattle (1882). The Military Telegraph During the Civil War in the United States: With an Exposition of Ancient and Modern Means of Communication, and of the Federal and Confederate Cipher Systems ; Also a Running Account of the War Between the States. Jansen, McClurg & Company, Chicago, "III. The Telegraph in the Department of the Gulf - Port Hudson, Red River, and Other Campaigns", 37–50. Geraadpleegd op 21 mei 2009.